# Мамедова, Гюлябатын Алыш кызы
Гюлябатын Алыш кызы Мамедова (азерб. Güləbətin Əliş qızı Məmmədova; 14 января 1920, Аразбары, Шушинский уезд — ?) — советский азербайджанский хлопковод, Герой Социалистического Труда (1949).

## Биография
Родилась 14 января 1920 года в селе Аразбары Шушинского уезда Азербайджанская ССР (ныне село в Агджабединском районе).
С 1937 года — звеньевая колхоза имени Джапаридзе Агджабединского района, председатель Узеиркендского сельского совета. В 1948 году получила урожай хлопка 89,5 центнеров с гектара на площади 6 гектаров.
Указом Президиума Верховного Совета СССР от 1 июля 1949 года за получение в 1948 году высоких урожаев хлопка Мамедовой Гюлябатын Алыш кызы присвоено звание Героя Социалистического Труда с вручением ордена Ленина и золотой медали «Серп и Молот».
Активно участвовала в общественной жизни Азербайджана. Член КПСС с 1952 года. Делегат XXI, XXII, XXIII, XXIV, XXV и XXVI съездов КП Азербайджана.